# Elecciones al Congreso de los Diputados de abril de 2019 (Ciudad Real)
Las elecciones al Congreso de los Diputados de 2019 se celebraron en la provincia de Ciudad Real el domingo 28 de abril, como parte de las elecciones generales convocadas por Real Decreto dispuesto el 4 de marzo de 2019 y publicado en el Boletín Oficial del Estado el día siguiente. Se eligieron los 5 diputados del Congreso correspondientes a la circunscripción electoral de Ciudad Real, mediante un sistema proporcional (método d'Hondt) con listas cerradas y un umbral electoral del 10%.

## Resultados
Los comicios depararon 2 escaños al Partido Socialista Obrero Español y 1 alPartido Popular, a Ciudadanos y a Vox
| Candidatura                                                                  | Candidatura                                                                  | Votos   | %                                       | Escaños                                 |
| ---------------------------------------------------------------------------- | ---------------------------------------------------------------------------- | ------- | --------------------------------------- | --------------------------------------- |
|                                                                              | Partido Socialista Obrero Español (PSOE)                                     | 100 524 | 34,27                                   | 2                                       |
|                                                                              | Partido Popular (PP)                                                         | 69 504  | 23,69                                   | 1                                       |
|                                                                              | Ciudadanos-Partido de la Ciudadanía (Cs)                                     | 50 624  | 17,26                                   | 1                                       |
|                                                                              | Vox (Vox)                                                                    | 40 256  | 13,72                                   | 1                                       |
| Unidas Podemos (Podemos-IU-Equo)                                             | Unidas Podemos (Podemos-IU-Equo)                                             | 26 830  | 9,15                                    | 0                                       |
| Partido Animalista Contra el Maltrato Animal (PACMA)                         | Partido Animalista Contra el Maltrato Animal (PACMA)                         | 2346    | 0,80                                    | 0                                       |
| Recortes Cero-Grupo Verde-Partido Castellano-Tierra Comunera (R0-GV-PC-TC)   | Recortes Cero-Grupo Verde-Partido Castellano-Tierra Comunera (R0-GV-PC-TC)   | 521     | 0,18                                    | 0                                       |
| Partido Demócrata Social de Jubilados Europeos-Unidad de Centro (PDSJE-UDEC) | Partido Demócrata Social de Jubilados Europeos-Unidad de Centro (PDSJE-UDEC) | 276     | 0,09                                    | 0                                       |
| Votos válidos                                                                | Votos válidos                                                                | 290 885 | 100,00                                  | 5                                       |
| Votos nulos                                                                  | Votos nulos                                                                  | 4232    | Participación: · \| \| 76,27 % \| 4,73% | Participación: · \| \| 76,27 % \| 4,73% |
| Votantes                                                                     | Votantes                                                                     | 297 581 | Participación: · \| \| 76,27 % \| 4,73% | Participación: · \| \| 76,27 % \| 4,73% |
| Electores                                                                    | Electores                                                                    | 390 163 | Participación: · \| \| 76,27 % \| 4,73% | Participación: · \| \| 76,27 % \| 4,73% |
|                                                                              | 76,27 %                                                                      |         |                                         |                                         |

## Diputados electos
Relación de diputados electos:
| N.º | Nombre                                  | Lista | Lista |
| --- | --------------------------------------- | ----- | ----- |
| 1   | Blanca Pilar Fernández Morena           |       | PSOE  |
| 2   | Rosa María Romero Sánchez               |       | PP    |
| 3   | Francisco Javier Fernández-Bravo García |       | Cs    |
| 4   | Miguel Ángel González Caballero         |       | PSOE  |
| 5   | Ricardo Chamorro Delmo                  |       | Vox   |